# (35524) 1998 FK64
1998 FK64 (asteroide 35524) é um asteroide da cintura principal. Possui uma excentricidade de 0.18491680 e uma inclinação de 9.29434º.
Este asteroide foi descoberto no dia 20 de março de 1998 por LINEAR em Socorro.